# 157258 Leach
157258 Leach este un asteroid din centura principală de asteroizi.

## Descriere
157258 Leach este un asteroid din centura principală de asteroizi. A fost descoperit pe 12 septembrie 2004 la Observatorul Jarnac din Vail-Jarnac. Asteroidul prezintă o orbită caracterizată de o semiaxă mare de 2,81 ua, o excentricitate de 0,19 și o înclinație de 2,8° în raport cu ecliptica.